# Gemeinde Lendava

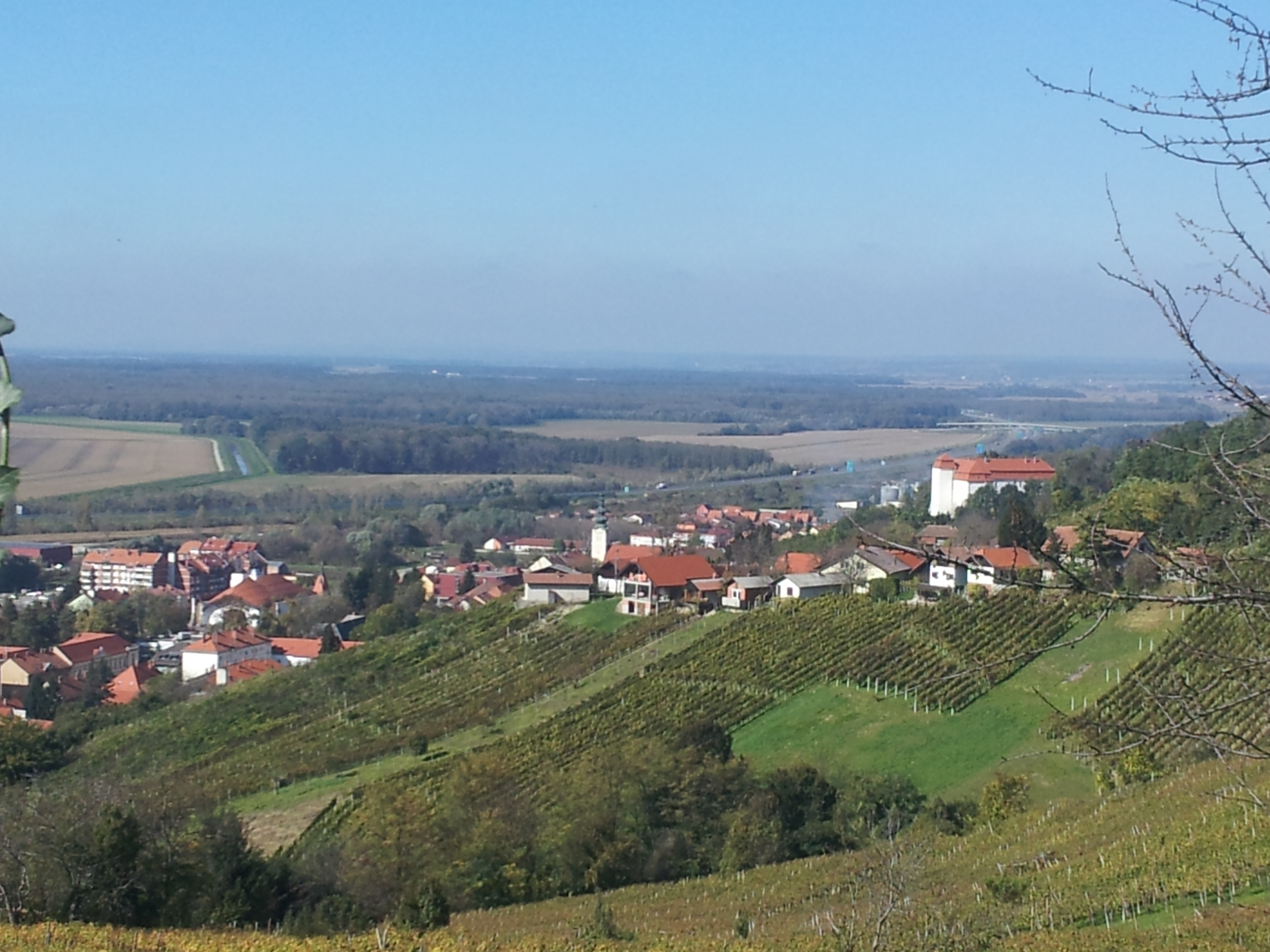
Blick auf Lendava

Die Gemeinde Lendava, ungarisch Lendva (deutsch Unterlimbach) ist die östlichste Gemeinde Sloweniens, in der historischen Landschaft Prekmurje (dt. Übermurgebiet; ung. Muravidék), Region Dolinsko (alle Ortschaften außer Genterovci im Ravensko).
Die Gemeinde grenzt im Osten an Ungarn und im Süden an Kroatien. Sie gehört großteils zum slowenisch-ungarisch ethnisch gemischten Gebiet Sloweniens.
Verwaltungssitz und Hauptort ist die Stadt Lendava. Es besteht eine Städtepartnerschaft zu Zalaegerszeg in Ungarn.

## Bevölkerung
Bei der Volkszählung 2002 haben als Muttersprache 46,8 % der Bevölkerung Slowenisch und 42,1 % Ungarisch an. Amtssprache ist Slowenisch und in 20 der 23 Ortsteile auch Ungarisch.

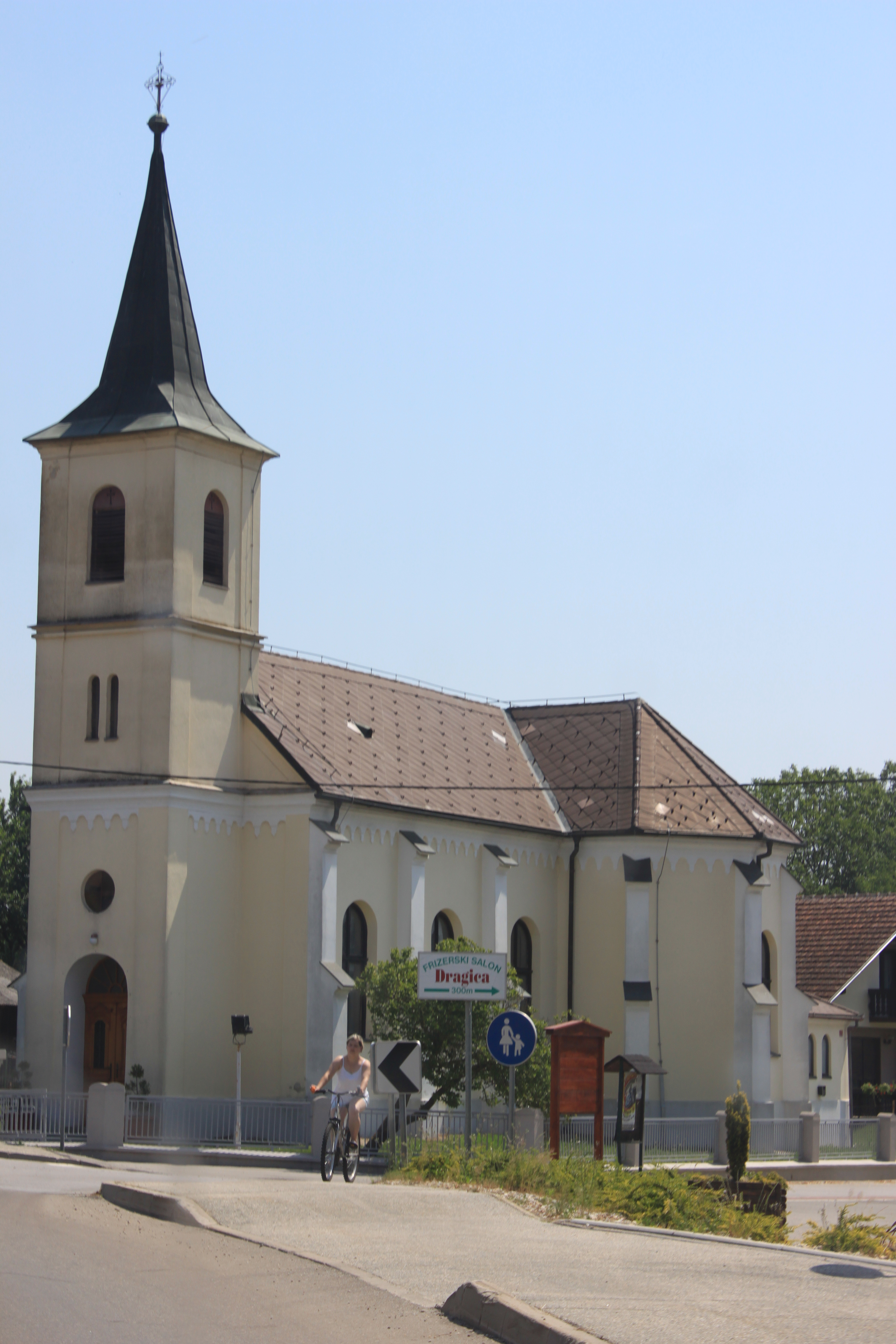
Hotiza, Gemeinde Lendava; Pfarrkirche St. Peter und Paul

## Ortschaften
Die Gemeinde Lendava umfasst 23 Ortsteile (Sortierung nach postalischen Orten):
- postalisch 9220 Lendava:
  - Banuta (ungar. Bánuta), 75 Einw., Amtssprachen: Slowenisch u. Ungarisch
  - Benica, 156 m, Amtssprache: Slowenisch
  - Brezovec (ungar. Végfalva), 287 m, Amtssprache: Slowenisch
  - Čentiba (ungar. Csente, dt. Csente[3]), 175 m, Amtssprachen: Slowenisch u. Ungarisch
  - Dolga vas (ung. Hosszúfalu, deutsch: Niederdorf),[3] 162 m, Amtssprachen: Slowenisch u. Ungarisch
  - Dolgovaške Gorice (auch Dolgovšgorice, ungar. Hosszúfaluhegy), 327 m, Amtssprachen: Slowenisch u. Ungarisch
  - Dolina pri Lendavi (ungar. Völgyifalu), 166 m, Amtssprachen: Slowenisch u. Ungarisch
  - Dolnji Lakoš (ung. Alsólakos, deutsch: Nieder Lakos),[3] 162 m, Amtssprachen: Slowenisch u. Ungarisch
  - Gaberje (ungar. Gyertyános), 163 m, Amtssprachen: Slowenisch u. Ungarisch
  - Gornji Lakoš (ungar. Felsőlakos, deutsch: Ober Lakos),[3] 162 m, Amtssprachen: Slowenisch u. Ungarisch
  - Hotiza (ungar. Murarév), 165 m, Amtssprache: Slowenisch
  - Kapca, 164 m, Amtssprachen: Slowenisch u. Ungarisch
  - Kot (ungar. Kót), 164 m, Amtssprachen: Slowenisch u. Ungarisch
  - Lendava (ungar. Alsólendva, deutsch: Limbach), 160 m. i. J., Amtssprachen: Slowenisch u. Ungarisch
  - Lendavske Gorice (ungar. Lendvahegy), 288 m, Amtssprachen: Slowenisch u. Ungarisch – namensgleich mit den Lendavske gorice (Lendava-Hügeln)
  - Mostje (ungar. Hidvég, deutsch: Sankt Hedwig),[3] 163 m, Amtssprachen: Slowenisch u. Ungarisch
  - Petišovci (ungar. Petesháza), 159 m, Amtssprachen: Slowenisch u. Ungarisch
  - Pince, 164 m, Amtssprachen: Slowenisch u. Ungarisch
  - Pince Marof (ungar. Pincemajor), 156 m, Amtssprachen: Slowenisch u. Ungarisch
  - Trimlini (ungar. Hármasmalom), 160 m, Amtssprachen: Slowenisch u. Ungarisch

- postalisch 9223 Dobrovnik (deutsch: Dobronack):
  - Radmožanci (ungar. Radamos), 166 m, Amtssprachen: Slowenisch u. Ungarisch
  - Genterovci (ungar. Göntérháza, deutsch: Gänsdorf),[3] 164 m, Amtssprachen: Slowenisch u. Ungarisch
  - Kamovci (ungar. Kámaháza), 164 m, Amtssprachen: Slowenisch u. Ungarisch
  - Radmožanci (ungar. Radamos), 166 m, Amtssprachen: Slowenisch u. Ungarisch

## Nachbargemeinden
| Dobrovnik               | Ungarn                                      | Ungarn |
| Turnišče, Velika Polana | Kompassrose, die auf Nachbargemeinden zeigt | Ungarn |
| Črenšovci               | Kroatien                                    | Ungarn |

## Politik
In Lendava ist das Kooperationszentrum der österreichischen Polizei Dolga Vas angesiedelt.

## Verkehr
Lendava ist seit 2008 an die Autobahn A5 (Maribor–Nagykanizsa) angeschlossen.
Ferner existiert ein Güterbahnhof. Der Personenverkehr nach Čakovec (Kroatien) wurde zum Fahrplanwechsel Ende 2014 wieder aufgenommen. Es verkehren zwei Zugpaare an Samstagen.

## Wirtschaft
An Lendava führen wichtige Erdöl- und Gas-Pipelines vorbei. Diese führten bis Ende der 1980er Jahre auch zum Betrieb der ehemaligen Raffinerie des Konzerns Nafta Lendava. Nach dem Zerfall Jugoslawiens kam der Konzern in finanzielle Schwierigkeiten. Die Raffinerie wurde an ein chinesisches Unternehmen verkauft; geblieben sind die Fabriken für Methanol und Klebstoffe. Nach jahrelanger Sanierung wurde der Nafta-Konzern in 6 Tochtergesellschaften aufgeteilt und diese wiederum alle verstaatlicht. In den letzten Jahren mehren sich die Anfragen potentieller – meist russischer – Käufer einiger Tochtergesellschaften.